# Михайло Олександрович Берліоз
Михайло Олекса́ндрович Берліо́з (рос. Михаи́л Алекса́ндрович Берлио́з) — персонаж роману Михайла Булгакова «Майстер і Маргарита». Голова правління МАССОЛІТу (Московської асоціації літераторів).

## Опис
…Приблизно сорокарічний, маленького зросту, темноволосий, вгодований, лисуватий, акуратно поголене обличчя.
Атеїст і пишається цим. Начитаний. До невіри в Бога привчав також молодого Івана Бездомного. З'являється на початку твору і після заперечення існування Бога чує пророцтво про свою власну загибель, яка й трапилася відразу. Потім з'являється під час святкування в Сатани, де Воланд п'є вино з його голови, яка перетворилася на чашу через невіру Берліоза в безсмертя.
Жив у неодноразово згаданій у романі комунальній квартирі за адресою Велика Садова, 302 біс. , кв. 50, відомій як «недобра квартира». Цілком відповідно до розрахованого Воландом гороскопу, мав відмінне здоров'я (не мав проблем до фатального вечора), був щасливий у справах (увів торгівлю до храму мистецтва), нещасний у шлюбі (дружина втекла від нього з балетмейстером), не мав дітей (єдиний спадкоємець — дядько в Києві, товариш Поплавський).
Михайла Олександровича в романі неодноразово плутають із композитором Гектором Берліозом.
Існує точка зору, що прототипом Берліоза був Леопольд Авербах - літературний критик, глава літературного угруповання РАПП. За іншою версією, прототипом став відомий пролетарський поет Дем'ян Бєдний[неавторитетне джерело].
Загибель Берліоза збігається в часі із загибеллю під трамваєм літературного критика Карла Курона (1898—1929, справжнє прізвище Ліцис), фанатичного прихильника партійного контролю над літературою. Некролог про загибель Курона опубліковано, як окрему вкладку в «Літературній енциклопедії», проте самого Курона практично відразу забуто і навіть не відзначено статтею в тій самій енциклопедії.

## Образ Берліоза в кінематографі
| Назва               | Країна           | Рік  | Режисер            | У ролі Берліоза                          | Примітки             |
| ------------------- | ---------------- | ---- | ------------------ | ---------------------------------------- | -------------------- |
| Майстер і Маргарита | Італія Югославія | 1972 | Олександр Петрович | Фабіян Шовагович                         |                      |
| Майстер             | СРСР             | 1987 | Ольга Кознова      | Олег Борисов                             | документальний фільм |
| Майстер і Маргарита | Польща           | 1988 | Мацей Войтишко     | Ігор Пшегродський                        |                      |
| Майстер і Маргарита | Росія            | 1994 | Юрій Кара          | Михайло Данилов (озвучує Сергій Юрський) |                      |
| Майстер і Маргарита | Росія            | 2005 | Володимир Бортко   | Олександр Адабаш'ян                      | телесеріал           |
| Майстер і Маргарита | Росія            | 2024 | Михайло Локшин     | Евген Князєв                             |                      |